# Błahodatne (hromada Słobożanśke)
Błahodatne (ukr. Благодатне) – osiedle na Ukrainie, w obwodzie charkowskim, w rejonie czuhujewskim, w hromadzie Słobożanśke. W 2001 liczyło 593 mieszkańców, wśród których 488 wskazało jako ojczysty język ukraiński, 104 rosyjski, a 1 ormiański.